# Servaasbrug (Utrecht)
De Servaasbrug is een brug in de Nederlandse stad Utrecht.
De vaste brug is uitgevoerd in steen en is gelegen in de zuidoosthoek van het Museumkwartier in de Utrechtse binnenstad. Daar vormt het de zuidelijkste brug over de Nieuwegracht die onder de brug uitmondt in de Stadsbuitengracht. De naam van de Servaasbrug houdt verband met de verdwenen Sint-Servaasabdij die er vanaf de middeleeuwen direct oostelijk van lag. De Servaasbrug is een gemeentelijk monument. Aan deze brug grenst vandaag de dag de Abstederbrug, die de Stadsbuitengracht overspant. Vanuit westelijke richting loopt de Agnietenstraat op de Servaasbrug aan.
In de tijd dat Utrecht nog verdedigingswerken met onder meer stadsmuren direct om de stad had, stond boven de uitmonding een waltoren die de Sint-Servaastoren, de Toren op het Servaashek of ook wel Klotenburg werd of wordt genoemd. Onder in de toren was een hek aangebracht waarmee de toegang tot de Nieuwegracht kon worden versperd. Met de afbraak van de verdedigingswerken en de aanleg van het Zocherpark is de toren omstreeks 1840 gesloopt.

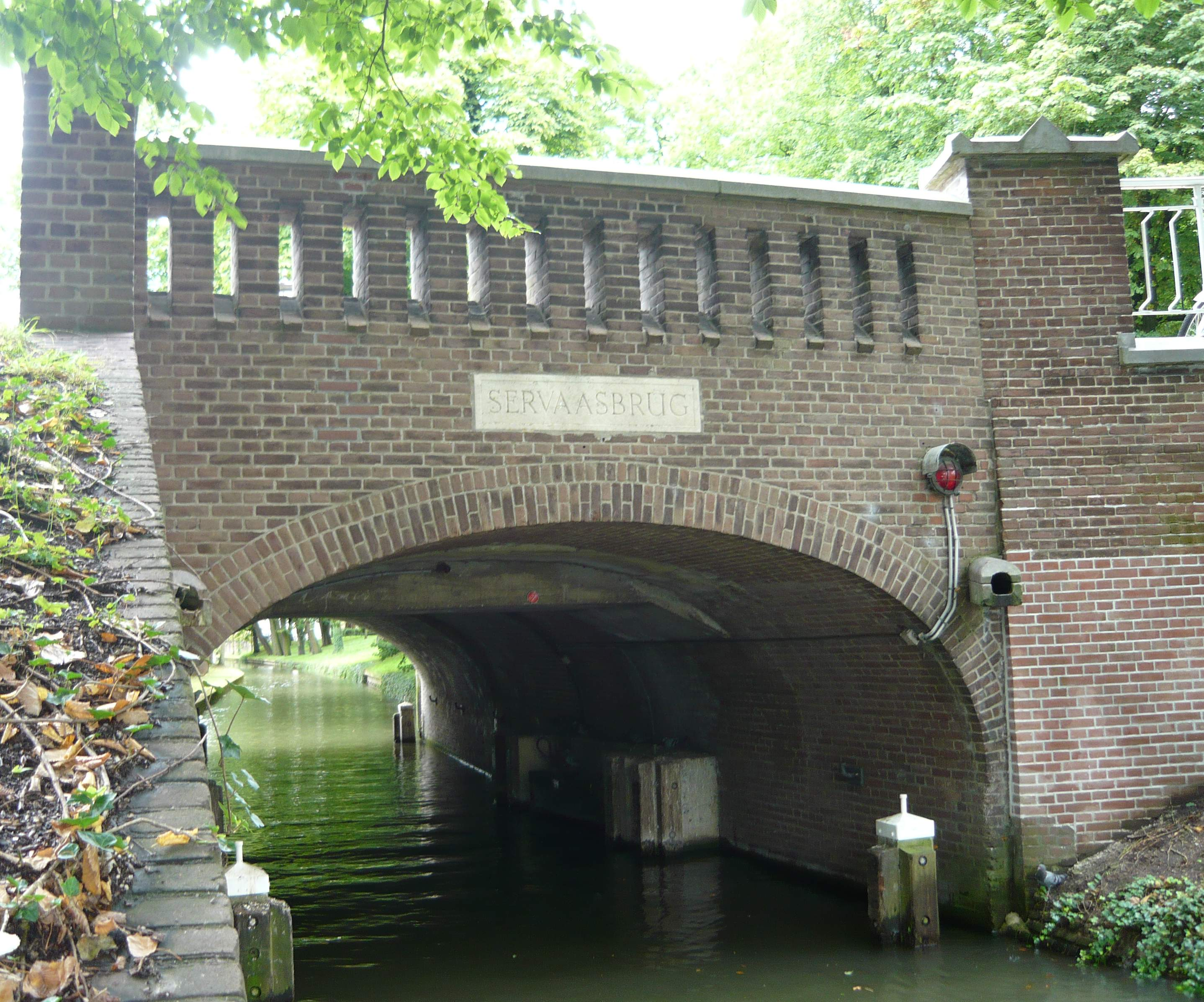
Servaasbrug gezien vanaf de Stadsbuitengracht.

Abel Tasmanbrug ·
Abstederbrug ·
Bakkerbrug ·
Bartholomeusbrug · 
Bezembrug · 
Bijlhouwersbrug ·
Brigittenbrug ·
Colignybrug ·
Dafne Schippersbrug ·
David van Mollembrug ·
Demka-spoorbrug ·
Driftbrug ·
Gaardbrug ·
Galecopperbrug · 
Gasthuismolenbrug ·
Geertebrug ·
Gildbrug · 
Goethebrug ·
Griftbrug ·
Hamburgerbrug ·
Herenbrug · 
Hogeweidebrug ·
Industriehavenbrug ·
Jacobibrug ·
Jan Pieterszoon Coenbrug ·
Jansbrug ·
Jansdambrug ·
Jeremiebrug ·
Julianabrug (Minstroom) ·
Jutphasebrug ·
Jutphasespoorbrug ·
J.M. de Muinck Keizerbrug ·
Kalisbrug ·
Krommerijnbrug ·
Lauwerechtbrug ·
Lucasbrug ·
Maarsbergerbrug ·
Maartensbrug ·
Magdalenabrug ·
Maliebrug ·
Marga Klompébrug ·
Marksbrug ·
Marnixbrug ·
Meernbrug ·
Minbrug ·
Monicabrug · 
Moreelsebrug ·
Muntbrug ·
Muntsluisbrug ·
Museumbrug ·
Noorderbrug ·
Oorsprongbrug ·
Oranjebrug ·    
Paulusbrug ·
Pausdambrug ·
Pietersbrug ·
Plompetorenbrug ·
Prins Clausbrug · 
Quintijnsbrug ·
Rode brug ·
Servaasbrug ·
Sint Martinusbrug ·
Smeebrug ·
Socratesbrug ·
Spinozabrug ·
Stadhuisbrug ·
Stammetsbrug ·
Stenenbrug ·
Tolsteegbrug ·
Vaaltbrug ·
Vaartscherijnbrug ·
Van Asch van Wijckbrug ·
Viebrug ·
Vleutensespoorbrug ·
Vollersbrug ·
Weerdbrug ·
Weesbrug ·
Werkspoorbrug ·
Werkspoorhavenbrug ·
Wittevrouwenbrug ·  
Zandbrug

Voormalige of in onbruik geraakte bruggen :
Brug met de twaalf gaten ·
Catharijnebrug · 
Hefbrug in de Kruisvaart ·
Julianabrug (Vaartsche Rijn) ·
Molenbrug · 
Smakkelaarsbrug ·
Vleutensebrug ·
Willemsbrug